# جون لارسن (طبال)
جون لارسن (بالدنماركية: Jon Larsen)‏ هو طبال دنماركي، ولد في 13 يوليو 1970.

## وصلات خارجية
- جون لارسن على موقع ميوزك برينز (الإنجليزية)
- جون لارسن على موقع ديسكوغز (الإنجليزية)